# 더치트
더치트(TheCHEAT)는 2006년 1월 4일 개설된 사기피해 정보공유 사이트이다. 온라인 거래 사기 피해자가 사기꾼의 이름, 아이디, 계좌번호, 휴대폰번호 등 총 10여가지의 정보를 공유해 다른 사용자들의 2차 피해를 예방한다. 2023년 12월 기준, 가입자는 1,411만 명, 일 평균 사기 예방 건수는 23,503건 정도이며, 더치트가 지금까지 예방한 사기 피해 추산액은 1조6,879억 가량이다. 피해자가 제공한 금융사기 정보를 가공해 온라인 장터, 통신사, 은행 등과 연계한 사기방지 플랫폼을 구축하는 것이 주요 기능이다.

## 역사
2005년 12월 설립자 김화랑 대표가 온라인 사기 피해를 당한 후 2006년 만들었다. 2012년 3월부터 법인으로 전환하여 서비스되고 있다. 운영비 마련을 위해 2011년 7월부터 20세 이상에게만 1000원을 받는 유료화를 거쳐, 2018년 7월부터 모바일 서비스가 무료화되었다.
범인을 검거한 경찰서에 감사패와 편지를 전달하고 있다. 경찰이 유사 서비스를 내놓으면서 분쟁을 겪고 있다.

## 상훈
- 2011년 11월 제4회 사이버치안대상 감사장
- 2012년 11월 서울시창업경진대회 대상
- 2015년 6월 기업은행 특별상
- 2021년 6월 모범 중소기업인 표창
- 2021년 8월 창업사회적가치 우수사례 경진대회 대상
- 2022년 12월 핀테크 산업 발전 장관 표창
- 2023년 5월 중소기업 육성 공로 표창
- 2023년 12월 벤처창업진흥유공 표창

## 같이 보기
- 전화 사기(보이스피싱)
- 피싱프리(보이스피싱 방지서비스)